# Great Glen

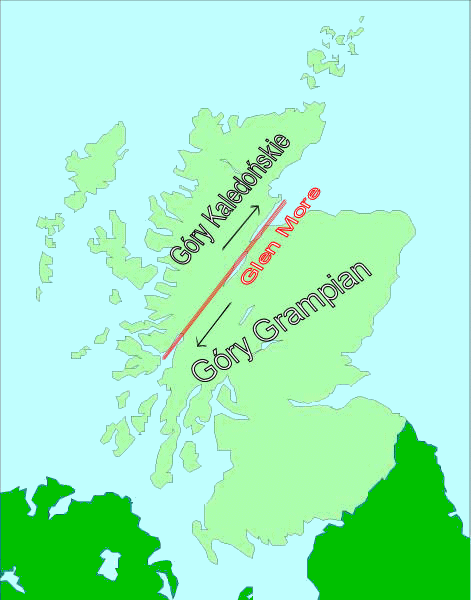
Obniżenie tektoniczne Glen More

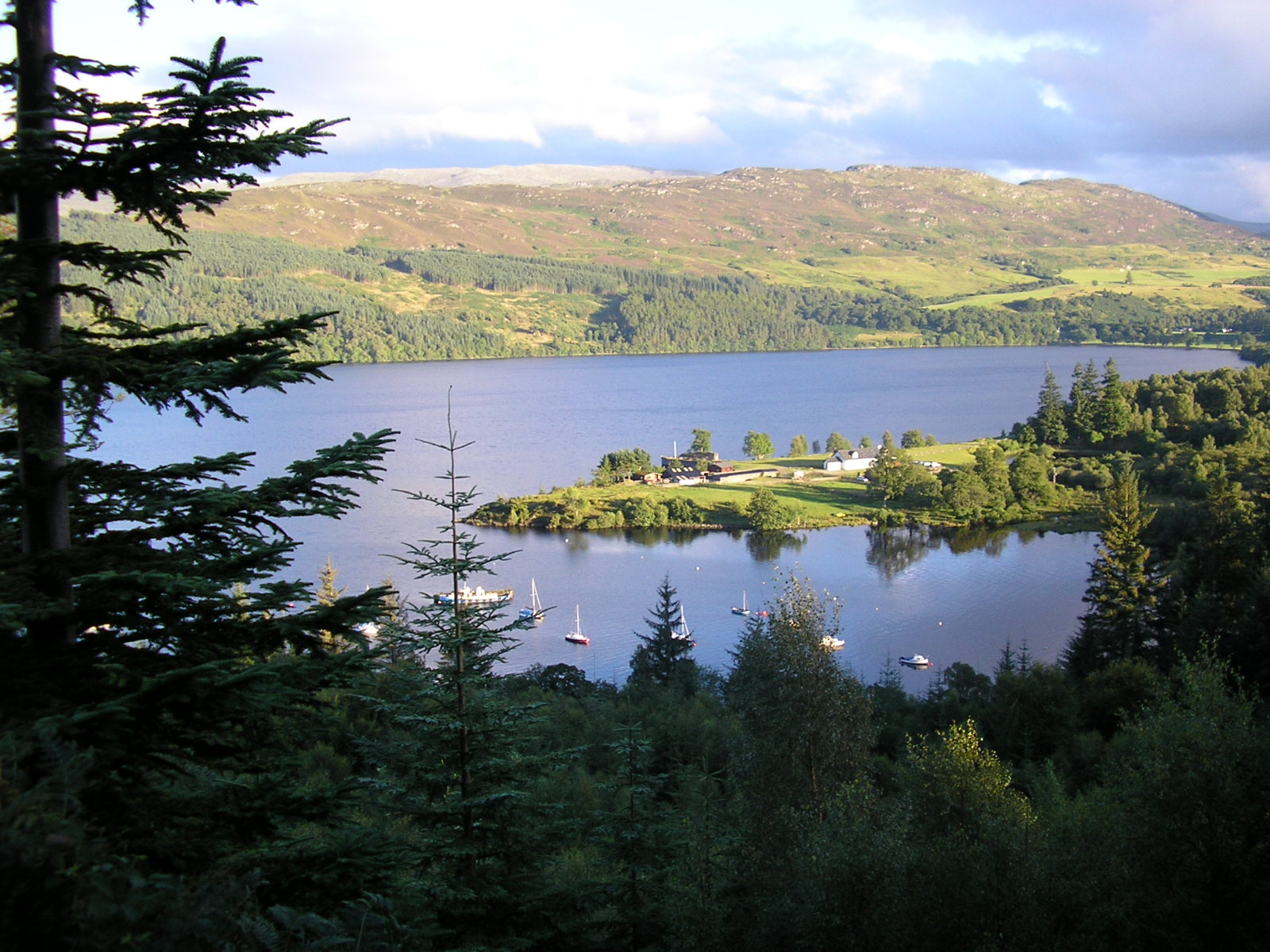
Great Glen/Widok na jezioro Loch Ness

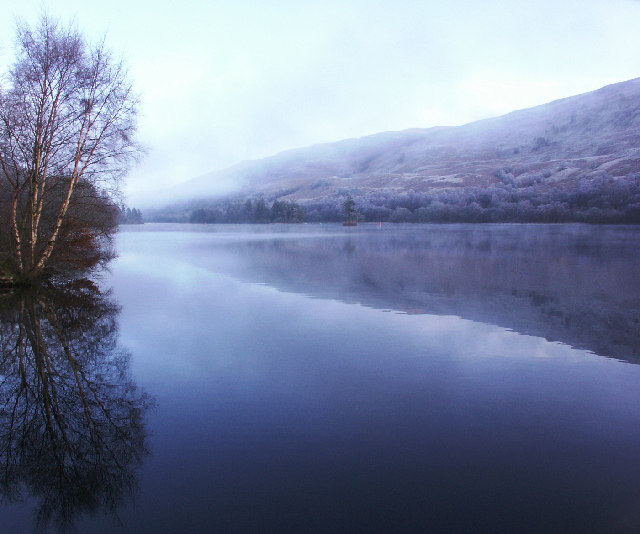
Widok na jezioro Loch Oich

Great Glen (gael. Glen More nan Albin, ang. Great Glen (of Albin), Glen Albyn lub Glen Mor) – tektoniczne obniżenie (rów tektoniczny) w północnej części Szkocji, w rejonie Highlands, pomiędzy Górami Kaledońskimi a Górami Grampian, stanowi ich naturalną granicę.
Długie na ok. 88 km, biegnie od Morza Północnego (Inverness) po Ocean Atlantycki i miasto Fort William. W rowie tektonicznym znajduje się jezioro polodowcowe Loch Ness (poza nim: Loch Dochfour, Loch Oich oraz Loch Lochy). Wzdłuż obniżenia przechodzi Kanał Kaledoński łączący Firth of Lorn z Moray Firth.

## Historia
Tworzenie się rowu tektonicznego sięga 350 mln lat temu. Wówczas to ruchy skorupy ziemskiej  spowodowały powstawanie pęknięć, które obecnie znane jest jako uskok Great Glen. Ruchy te ciągle trwają czego dowodem są występujące do dziś niewielkie trzęsienia ziemi. Jedne z największych zanotowano w roku 1816. Rozwinięta turystyka, głównie dzięki legendzie o potworze z Loch Ness (główny ośrodek Inverness).
Ukształtowanie terenu i całej doliny (jedyna trasa do przebycia w tej części Szkocji) spowodowała, że w XVII/XVIII wieku Anglicy docenili jej znaczenie strategiczne, budując forty dla kontroli nad klanami szkockich górali. Fortami tymi były: Fort William na zachodzie, Fort Augustus w południowej części Jeziora Loch Ness oraz Fort George w pobliżu miasta Invernes. W początkowych latach XIX wieku na tym obszarze panowała bieda i w poszukiwaniu lepszego życia wielu mieszkańców wyemigrowało z tych terenów. Aby ożywić handel i rozwinąć gospodarkę, władze postanowiły zbudować Kanał Kaledoński, który połączył jeziora sprawiając, że północna część Szkocji stała się faktycznie wyspą. Prace nad budową kanału rozpoczęły się w roku 1804 pod kierunkiem inżyniera Thomasa Telforda. Całkowity czas budowy szlaku wodnego trwał 18 lat.

## Fauna i flora
Kraina Great Glenn po obu stronach zbudowana jest z porośniętych sosnowymi lasami zboczy gór, w których schronienie znajdują dzikie koty, kuny, rude wiewiórki (u schyłku XIX wieku prawie całkowicie wytępione). Spotykany jest rybołów i wydra.

## Legendy
Największym zainteresowaniem w tym rejonie jest jednak zwierzę, które w VI wieku zauważył św. Kolumba. Był nim Nessie – potwór z Loch Ness.